# Isola di Matua
Matua (in russo Матуа; in giapponese 松輪島, Matsuwa-tō) è un'isola russa che fa parte dell'arcipelago delle Isole Curili ed è situata tra il mare di Ochotsk e l'oceano Pacifico settentrionale. Amministrativamente fa parte del Severo-Kuril'skij rajon dell'oblast' di Sachalin, nel Circondario federale dell'Estremo Oriente. L'isola è disabitata.

## Geografia
Matua si trova nella parte centro-settentrionale delle isole Curili; 16 km a nord, al di là dello stretto di Golovnin (пролив Головнина), c'è l'isola di Rajkoke, mentre 28 km a sud-sud-ovest c'è Rasšua, divisa dallo stretto Nadeždy (пролив Надежды). L'isola è lunga 11 km e larga 6,4 km; la sua superficie è di 52 km². Sull'isola c'è un piccolo corso di acqua potabile, il ruscello Chesupo (ручей Хесупо). L'ancoraggio è possibile nel golfo Dvojnaja (бухта Двойная) a est, di fronte all'isola Toporkovyj.
La maggior parte dell'isola è occupata dallo stratovulcano Saryčev (вулкан Сарычева, vulkan Saryčeva) alto 1 446 m s.l.m. Il Saryčev è uno dei vulcani più attivi delle isole Curili, sono state registrate eruzioni nel 1760, 1878-1879, 1923, 1928, 1930, 1946, 1954, 1960, 1965, 1976; la sua ultima grande eruzione si è verificata nel 2009.

## Flora e fauna
La vegetazione dell'isola è bassa e arbustiva,  ci sono macchie di ontano.
Sono presenti piccoli roditori e volpi. Sulla costa ci sono colonie di foche e del leone marino di Steller. È luogo di nidificazione di urie, cormorani e gabbiani del genere Larus.

## Clima
A dispetto della latitudine temperata (la stessa di Parigi o Seattle), la forte corrente Oyashio determina sull'isola un clima subartico (secondo la classificazione dei climi di Köppen) freddo e molto umido. Matua ha intense precipitazioni (pioggia, neve e nebbia) e la temperatura media del mese più freddo è -6,1 °C.

## Storia
Al momento del contatto con gli europei, l'isola era visitata dalle tribù degli Ainu nelle loro battute di caccia e pesca, ma non aveva una popolazione permanente.
L'isola appare su una mappa ufficiale dei territori del clan Matsumae, un dominio feudale del periodo Edo in Giappone (1644), domini confermati ufficialmente dallo shogunato Tokugawa nel 1715. 
Successivamente la sovranità passò all'Impero russo, in base ai termini del Trattato di Shimoda nel 1855, poi all'Impero del Giappone, secondo il Trattato di San Pietroburgo (1875), insieme al resto delle isole Curili. Amministrativamente l'isola faceva parte della sottoprefettura di Nemuro, nella prefettura di Hokkaidō.
Durante la seconda guerra mondiale l'esercito imperiale giapponese aveva un aeroporto situato su quest'isola che era presidiata da 7-8 000 uomini. Nel 1944 gli impianti giapponesi sull'isola sono stati più volte bombardati dall'USAAF (l'aviazione militare USA) e dalle navi della marina militare statunitense e diverse navi da carico giapponesi vennero affondate nei pressi dell'isola. Il 1º giugno 1944, una batteria costiera giapponese affondò il sottomarino americano USS Herring a capo Orlova (мыс Орлова), l'estrema punta sud-orientale dell'isola, chiamato anche capo Tagan.
Alla fine della guerra, la guarnigione giapponese si arrese senza opporre resistenza e l'isola passò sotto il controllo dell'Unione Sovietica. Attualmente fa parte della Federazione Russa.

## Isole adiacenti
- Toporkovyj (остров Топорковый), si trova a una distanza di 1,3 km dalla costa orientale.